# Joan Martinez Alier
Joan Martínez Alier (* 1939, Barcelona, Španělsko) je katalánský ekonom, profesor ekonomie a ekonomické historie na Institutu technologií a věd životního prostředí na Autonomní barcelonské univerzitě. Je jedním ze zakladatelů oboru ekologická ekonomie, který pomáhal v 80. letech 20. století etablovat (vybudovat). Sám se označuje jako ekologický ekonom, zaměřený na konflikty ekologické distribuce.

## Biografie
Joan Martínez-Alier vystudoval v Barceloně ekonomii a po mnohaletém pobytu na Oxfordu se vrátil po konci diktátorského Francova režimu v roce 1975 na katedru nově etablované Autonomní barcelonské univerzity. Historie porobeného Katalánska v něm probudila větší vnímavost k tomu, co nazývá "environmentálními konflikty" (či konflikty o zdroje), a co se stalo i jeho hlavním výzkumným tématem. V 70. letech se seznámil s řadou výzkumů věnujících se problematice energetické efektivnosti a ekologických distribučních konfliktů (zejména v domorodých komunitách v peruánských Andách), což jej vedlo ke vnímání ekonomie mimo úzký rámec konvenční středoproudé ekonomické analýzy a k zaměření se více na ekonomickou antropologii či politickou ekologii.
Joan Martínez-Alier poté stál u zrodu významného mezioborového pracoviště Institut de Ciència i Tecnologia Ambientals (ICTA) UAB. Tamtéž v roce 2010 proběhla druhá konference o nerůstu.

## Dílo a myšlení
Podle Joana Martíneze-Aliera je nezbytné včlenit do ekonomického rozhodování otázku moci. Podle něj existuje moc dvojího typu: moc toho, kdo smí činit rozhodnutí; a moc, která rozhoduje, podle jakých kritérií se bude rozhodovat. Pokud dojde k (environmentálnímu) konfliktu, je třeba zjistit, jaké "jazyky hodnocení" stojí proti sobě: například místní obyvatelé území, kterému hrozí likvidace díky těžbě nerostných surovin, mohou trvat na tom, že dané území je jejich (mají na ně lidské právo) či se jedná o posvátné území, zatímco úřady se mohou snažit vyčíslit hodnotu tohoto území v peněžních jednotkách.
Ekologická ekonomie by měla pak studovat způsoby ekonomického rozhodování v přítomnosti distribučních konfliktů, nesouměřitelných hodnot a neřešitelných nejistot, jak píše v knize The environmentalism of the poor. Chudí lidé jsou podle něho často velice zodpovědnými správci přírody, neboť na jejím správném fungování závisí jejich přežití včetně schopnosti uživit se mimo rámec tržní ekonomiky.

## Významná díla
- 1971: Labourers and Landowners in Southern Spain
- 1977: Haciendas, Plantations and Collective Farms (Cuba and Peru)
- 1990: Ecological economics: energy, environment and society
- 1994: The environment as a luxury good or "to poor to be green"?
- 1996: Getting down to earth: practical applications of ecological economics (Spoluautoři: Robert Costanza, Olman Segura)
- 1997: Varieties of Environmentalism. Essays North and South (Spoluautor: Ramachandra Guha)
- 2002: The Environmentalism of the Poor: A study of ecological conflicts and valuation
- 2007: Rethinking Environmental History: World-Systems History and Global Environmental Change (Spoluautoři: Alf Hornborg, John Mc Neill)
- 2008: Recent Developments in Ecological Economics 2 vols. (Spoluautorka: Inge Ropke)
- 2012: Ecological Economics from the Ground Up (Spoluautoři: Hali Healy et al.)